# 查士丁尼法典
查士丁尼法典 (拉丁語：Codex Justinianus,  或者 ) 是公元6世纪拜占庭帝国皇帝查士丁尼一世下令，罗马法学家特里波尼亚努斯主持编纂的罗马法《民法大全》的第一部分，该法典参考了此前的《格列哥里安法典》《狄奥多西法典》。同一时期，还编纂了《学说汇纂》和《法学阶梯》。查士丁尼法典于529年4月7日开始生效。
查士丁尼法典的手抄本大部分已丢失，現今已知的拉丁文版本是经过多个世纪修复而成。

## 编撰

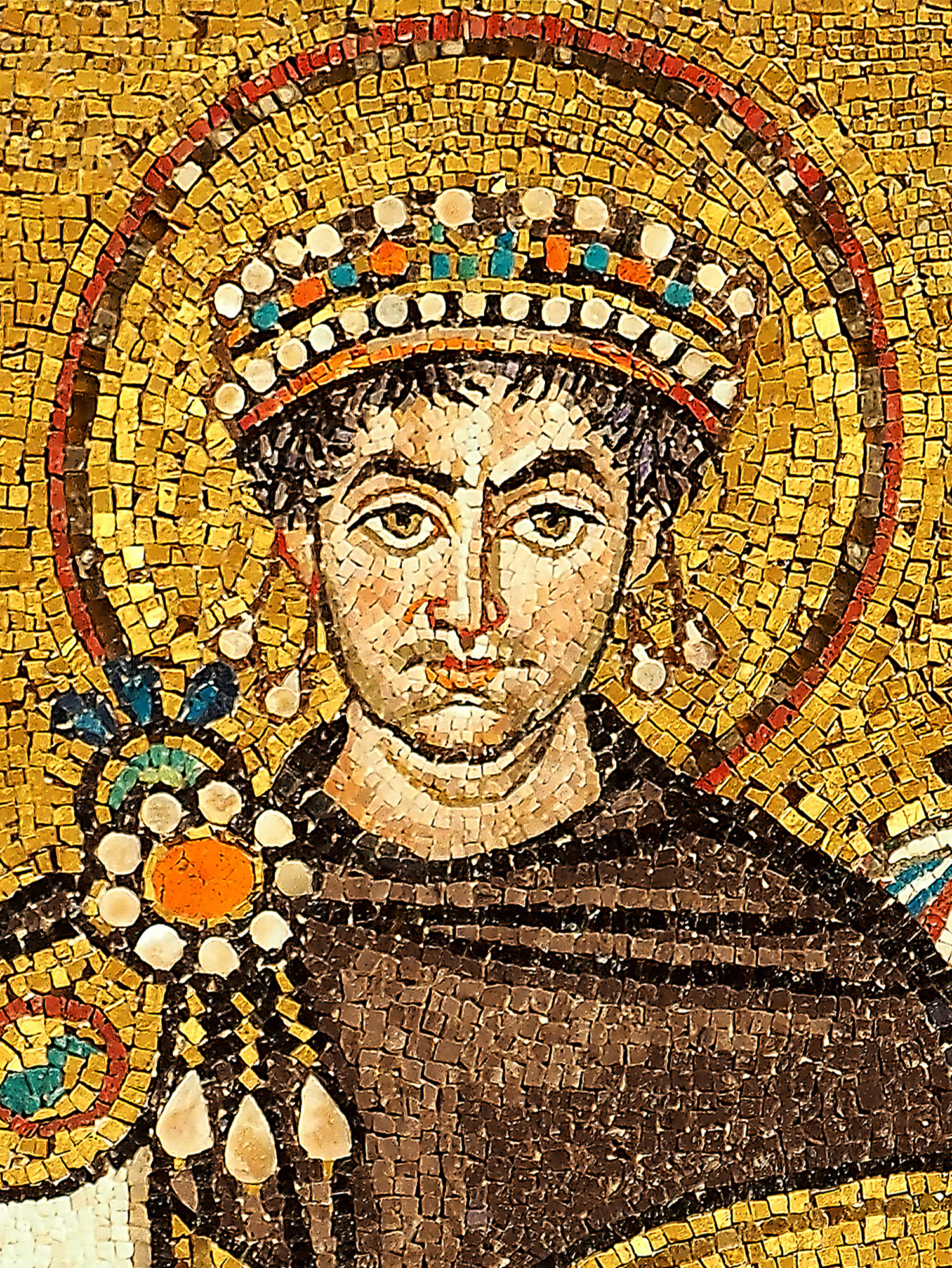
意大利拉文納聖維塔教堂馬賽克上描繪的查士丁尼一世

查士丁尼一世在527年即位後不久，便決定帝國的法律制度需要修補。當時有三份帝國法律和其他個別法律的法典，其中許多法律相互衝突或已經過期。格列哥里安法典和赫尔莫格尼安法典是非官方的彙編。("法典（Codex）" 一詞指的是作品的實體形式，是書本形式，而不是紙莎草紙卷。向手抄本的轉變發生在公元300年左右。) 狄奥多西法典是狄奥多西二世下令的官方編纂。 528年2月，查士丁尼頒佈了必要憲法（Hac quae necessario），並成立了一個十人委員會，負責審查這些早期的法律彙編以及個別法律，刪除所有不必要或過時的內容，進行適當的修改，並建立一個有效的帝國法律單一彙編。 該委員會由禁卫军长官卡帕多西亞的約翰擔任主席，成員還包括特里波尼亚努斯，他後來也是其他民法典專案的負責人。
委員會在14個月內完成了工作，並於529年4月以总章程（Constitutio Summa）頒佈了彙編。 然而，這份彙編並沒有消除羅馬法學多年來出現的所有衝突，《法典》中的憲法應與古代法學家的衝突意見一起使用。"引用我們的法典中的上述章程，再加上古代法律解釋者的意見，就足以處理所有案件」。" 查士丁尼試圖通過頒佈 "五十个決議" 和通過更多新法律來協調這些相互矛盾的意見。這意味著他的法典将不再反映最新的帝國法律。因此，查士丁尼下令編纂一部新法典以取代第一部法典，這部法典於534年出版。 法典的第一版沒有任何副本留存下來；只有埃及紙莎草紙上的內容索引留存片段。 第二版法典于534年11月16日公佈，並於12月30日生效，被称为《重复讲解法典 (Codex Repetitae Praelectionis)》。 法典由十二卷組成：第1卷關於教會法、法律的來源和較高級機關的職責；第2至8卷涵蓋私法；第9卷處理犯罪；第10至12卷包含行政法。法典的結構與古代文摘一樣，都是基於永久敕令 (edictum perpetuum) 中的分類。

## 重新发现
在西方，由於羅馬疆域的西部範圍有限，查士丁尼的法典大多遺失，或在許多地方從未出現。今天已知的拉丁文版本是經過多個世紀艱苦復原的。唯一已知曾包含整個拉丁文抄本的手稿是6或7世紀维罗纳的重写品，現在只剩下片段。 在羅馬帝國，法典被翻譯成希臘文，希臘文已經成為統治語言，並在9世紀被改編為《巴西利卡法典》。拉丁文法典似乎在中世紀被縮短為《法典摘要（Epitome Codex）》，其中碑文被刪除，並做了許多其他的改動。 在八世紀或九世紀的某個時候，法典的最後三卷被分離出來，而前九卷中的許多其他法律，包括所有以希臘文寫成的法律，都被捨棄了。 大約在12世紀末，查士丁尼法典的基本完整版本得以恢復，而16世紀的人文學家則增加了原本以希臘文頒佈的法律。 保罗·克鲁格於1877年創造了現代標準版本的法典。

## 法典之後
查士丁尼的立法活動並未因《查士丁尼法典》的發表而停止，而是一直持續到他於565年逝世為止。皇帝在《查士丁尼抄本重复讲座》(Codex Iustinianus repetitae praelectionis) 出版後頒佈的宪法稱為《新憲法》(Novellae)。